# Sitcom (filme)
Sitcom (no Brasil: Sitcom - Nossa linda família) é um filme surrealista francês de sátira, escrito e dirigido por François Ozon lançado no ano de 1998. A história documenta o declínio moral de uma família suburbana outrora estimada, cuja queda na degeneração começa com a compra de um pequeno rato branco.
O nome do filme é uma referência direta às sitcoms estadunidenses, que são conhecidas por seu foco nos valores familiares tradicionais e no humor caprichoso.

## Enredo
O patriarca (François Marthouret) de uma família nuclear aparentemente normal volta para casa de maneira cotidiana com um pequeno rato branco. O animal logo tem um efeito adverso sobre sua esposa (Évelyne Dandry) e seus filhos, influenciando-os a realizar seus desejos mais sombrios e ocultos.
O filho, Nicolas (Adrien de Van), anuncia em voz alta sua homossexualidade e começa a lançar orgias selvagens, a filha Sophie (Marina de Van) deliberadamente flerta com a morte e pratica sadomasoquismo no namorado (Stéphane Rideau), enquanto a mãe seduz o filho, ela pode "curá-lo" de sua orientação.

## Elenco
São parte do elenco do filme:
- Évelyne Dandry ... Mãe
- François Marthouret ... Pai
- Marina de Van ... Sophie
- Adrien de Van ... Nicolas
- Stéphane Rideau ... David
- Lucia Sanchez ... Maria
- Jules-Emmanuel Eyoum Deido ... Abdu
- Jean Douchet ... Psicanalista
- Sébastien Charles ... Garoto com piercing
- Vincent Vizioz ... garoto de cabelo vermelho
- Kiwani Cojo ... amigo de Nicolas
- Gilles Frilay ... Homem com bigode
- Antoine Fischer ... Gregory

## Recepção da crítica
No agregador de críticas, Rotten Tomatoes, o filme possui recepção mista. Recebeu 67% de aprovação da crítica e 68% de aprovação da audiência.

## Possíveis influências
- No notório filme Midnight Cowboy, de John Schlesinger, a mãe e o filho ocultam profundamente as frustrações sexuais depois que ela produz um pequeno rato branco de borracha.[8]
- Outra inspiração pode ser o romance de Pier Paolo Pasolini e o eventual filme Teorema, que retrata a chegada de um estranho misterioso e sem nome na casa de uma família italiana de classe alta. Ele sistematicamente seduz todos os membros da família disfuncional, incluindo a mãe, que se torna ninfomaníaca como resultado, o pai, a filha, que ele deixa em estado catatônico, e o filho, que posteriormente percebe sua homossexualidade e se torna um artista.[9]